# Disneyland Paris
Disneyland Paris, tidigare Euro Disney Resort eller Eurodisney, är en semesterort och nöjesparker belägna i Val d'Europe, en av de fyra sektorerna ingående i Ville nouvelle Marne-la-Vallée, cirka 35 kilometer öster om centrala Paris, Frankrike. 
Arrangemangen omfattar bland annat scener ur sagornas och Disneyfilmernas värld, amerikanska historietablåer och naturmiljöer. Nöjesparken drivs av företaget Eurodisney S.C.A och invigdes 12 april 1992.
Det finns två olika parker: Disneyland Park och Walt Disney Studios Park.

## Disneyland Park
Disneyland Park är den park som öppnade 1992 och den består av fem olika zoner och sammanlagt 49 åkattraktioner. Varje zon har sitt eget utseende och tema som påminner om det ursprungliga Disneyland i Kalifornien. Zonerna är Frontierland (Gränslandet, Adventureland (Äventyrslandet), Fantasyland (Fantasilandet), Discoveryland (Upptäcktslandet) och Main Street USA (Huvudgatan USA). 
I närheten av Disneyland finns även sju Disneyhotell.

## Walt Disney Studios Park
Walt Disney Studios Park är den andra Disneylandparken utanför Paris och det huvudsakliga ämnet för parken är att visa hur man gör film. Men det finns också 14 åkattraktioner. Här finns fyra zoner: Frontlot, Backlot, Production Courtyard och Toon Studio.
Frontlot ska se ut som en av de största gatorna i Los Angeles, och tittar man upp på väggarna vid ingången till de andra zonerna så ser man till exempel Hollywoodskylten uppmålad där. Där finns enbart affärer och restauranger. Backlot är en film bakom kulisserna och där finns en åktur där man kan åka med vid inspelningen av en specialeffekt till filmen Armageddon. I Backlot finns också berg- och dalbanan Rock'n'Roller Coaster Starring Aerosmith. Toon Studio är den nyaste zonen på Walt Disney Studios och där kan man åka bilkarusell, flygande mattkarusell och en berg- och dalbana inspirerad av filmen Hitta Nemo.